# 公园大道高架桥
公园大道高架桥（英語：Park Avenue Viaduct）是位于纽约曼哈頓行政區公园大道的一座上跨东40街到东45街，穿过大中央車站和大都会保险公司大厦的高架桥。
本桥在1983年列入國家史蹟名錄